# 疑雲殺機
《疑雲殺機》，2005年上映的英國電影，由費爾南多·梅里爾斯執導，雷夫·范恩斯和瑞秋·懷茲主演。

## 概要
此片改編自約翰·勒卡雷的同名小說，故事背景為肯亞的基貝拉（Kibera）貧民窟。

## 演員
| 演员            | 角色              |
| 雷夫·范恩斯     | Justin Quayle     |
| 瑞秋·懷茲       | Tessa Quayle      |
| 丹尼·休斯頓     | Sandy Woodrow     |
| 庫伯·哥迪       | Arnold Bluhm      |
| 阿奇·潘賈比     | Ghita Pearson     |
| 比爾·奈伊       | Bernard Pellegrin |
| 傑勒德·麥克索利 | Kenneth Curtis    |
| 彼得·普斯特李威 | Lorbeer醫生       |
| 唐納德·桑普特   | Tim Donohue       |

## 獎項
| 年份   | 頒獎典禮             | 獎項       | 得獎者    | 結果 |
| ------ | -------------------- | ---------- | --------- | ---- |
| 2005年 | 第12屆美國演員工會獎 | 最佳女配角 | 瑞秋·懷茲 | 獲獎 |
| 2006年 | 第78屆奧斯卡金像獎   | 最佳女配角 | 瑞秋·懷茲 | 獲獎 |
| 2006年 | 第63屆金球獎         | 最佳女配角 | 瑞秋·懷茲 | 獲獎 |

## 外部連結
- 互联网电影数据库（IMDb）上《The Constant Gardener》的资料（英文）
- AllMovie上《The Constant Gardener》的资料（英文）
- 爛番茄上《The Constant Gardener》的資料（英文）
- Box Office Mojo上《The Constant Gardener》的資料（英文）
- Yahoo奇摩電影上《疑雲殺機》的資料（繁體中文）
- 開眼電影網上《疑雲殺機》的資料（繁體中文）
- 豆瓣电影上《疑雲殺機》的資料 （简体中文）
- 时光网上《疑雲殺機》的資料（简体中文）